# Новиков Юрій Уарович
Новиков Юрій Уарович — радянський,  український редактор, кінознавець. Заслужений працівник культури УРСР (1987).

## Біографія
Народився 14 вересня 1930 р. в м. Бердянську Запорізької обл. в родині військовослужбовця. Закінчив Київський державний університет ім. Т. Г. Шевченка (1953) та аспірантуру при відділі кінознавства Інституту мистецтвознавства, фольклору та етнографії ім. М. Т. Рильського АН УРСР (1962). 
Працював лектором лекційно-пропагандистського бюро Будинку Офіцерів КВО, редактором відділу кінопередач Київської студії телебачення, старшим редактором Управління по виробництву фільмів Міністерства культури України (1953—1959), заступником головного редактора сценарної колегії Держкіно України.
Співавтор сценарію з Б. Крижанівським мультфільмів «Сказання про Ігорів похід» (1972), «Каїнові сльози» (1981), художнього фільму «На вістрі меча» (1986). 
Автор книжок: «Режисер кіно» (К., 1962, у співавт.), «Майстри, фільми, долі» (1967, у співавт.), «Віктор Івченко» (К., 1976, у співавт. з Б. Крижанівським), статей з питань кіномистецтва у збірниках «Мистецтво екрана», «Режисери і фільми сучасного українського кіно», у журналах і газетах. Лауреат премії Спілки кінематографістів України за книгу «Кино Украины» (К., 1983). 
Нагороджений орденом Трудового Червоного Прапора, медалями, Почесною Грамотою Президії Верховної Ради України, значком «Отличник кинематографии СССР».
Був членом Спілки кінематографістів України.
Помер 22 січня 1997 р. в Києві. 